# Clavans-en-Haut-Oisans
Clavans-en-Haut-Oisans là một xã thuộc tỉnh Isère, vùng Rhône-Alpes đông nam nước Pháp. Xã này nằm ở khu vực có độ cao trung bình 1394 mét trên mực nước biển.